# Pila AA
Una pila AA (pronunciada "doble A") conocida también como LR6 (CEI), 15A (ANSI/ANDE), Mignon; es un tamaño estándar de pila (eléctrica).

## Visión general
Son por lo general utilizadas en dispositivos electrónicos portátiles. Está formada por una sola celda electroquímica. El voltaje en los terminales y la capacidad depende de la reacción química en la celda. Algunas celdas recargables se fabrican con este tamaño. Una pila AA mide un máximo de 50,5 mm y un mínimo de 49,2 mm de longitud, y un máximo de 14,5 mm y un mínimo de 13,5 mm de diámetro.

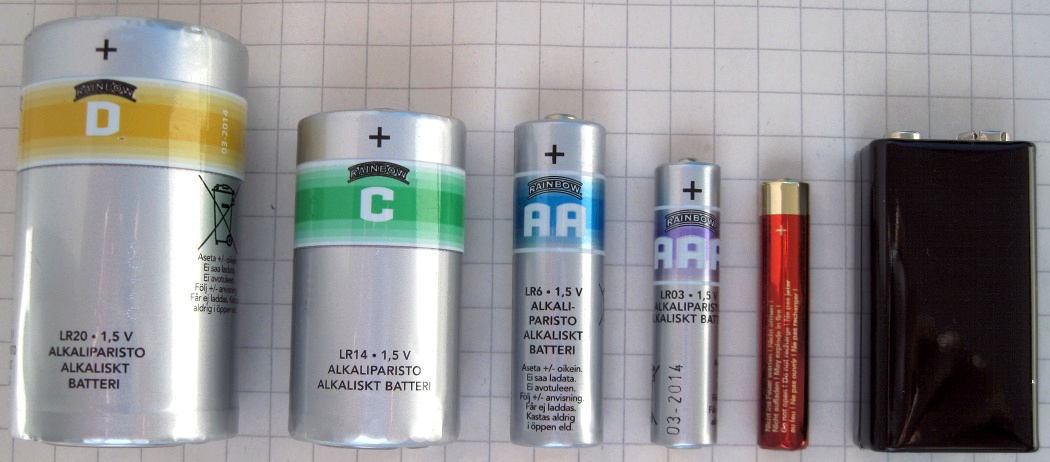
Comparación de pilas comunes

## Historia
La pila AA fue estandarizada por ANSI en 1947, pero había estado en uso por algún tiempo antes de su estandarización formal en linternas pequeñas y dispositivos electrónicos.

## Química y capacidad

### No recargables
Las pilas primarias (no recargables) de zinc-carbono (pila seca) tienen alrededor de 400 a 900 miliamperios-hora de capacidad; esta medida es muy dependiente de las condiciones de prueba, el ciclo de trabajo, y el voltaje de corte. Las pilas de zinc-carbono se comercializan generalmente como pilas de uso general. Las pilas de zinc-cloruro almacenan alrededor de 1000 a 1500 mAh y se venden como para trabajo pesado o extra fuerte. Las pilas alcalinas de 1700 mAh a 3000 mAh cuestan más que las baterías de zinc-cloro, pero proporcionalmente, duran más tiempo .
Las baterías de litio no recargables se fabrican para dispositivos que utilizan una gran cantidad de energía, tales como cámaras digitales, donde su alto costo se compensa con un mayor tiempo de funcionamiento entre los cambios de batería y tensión más constante durante la descarga. A partir de mitad de la década de 2010, salieron al mercado pilas de litio no recargables en formatos AA y AAA.
Las pilas de litio-disulfuro de hierro pueden tener un voltaje de circuito abierto tan alto como 1,8 voltios, pero la tensión en circuito se reduce, por lo que esta química es compatible con los equipos destinados a las baterías de zinc. Una batería de zinc alcalina nueva puede tener un voltaje de circuito abierto de 1,6 voltios, pero una batería de disulfuro de hierro con un voltaje de circuito abierto por debajo de 1,7 voltios está totalmente descargada.

### Recargables
Las baterías recargables de tamaño AA están disponibles en múltiples composiciones químicas: de níquel-cadmio (NiCd) con una capacidad de 500 hasta 1.100 mAh, de níquel-metal hidruro (Ni-MH) en varias capacidades de 1.300 Hasta 3.000 mAh y de iones de litio.
Las de química de iones de litio tiene un voltaje nominal de 3,6 voltios. A estas baterías se les llama baterías Li-ion 14500.
Las baterías de níquel-cinc (NiZn) están también disponibles, pero no tan ampliamente .

### Características
Las pilas de este tamaño poseen denominaciones diversas. Una celda de carbón-zinc (Leclanche) de este tamaño es denominada 15D por el estándar ANSI C18.1 vigente, E91 por el estándar DIN y AM3 por el estándar JIS. La IEC las denomina con el código R6.
| Química      | Nombre IEC | Nombre ANSI / NEDA | Voltaje nominal | Capacidad típica ( mAh ) | Capacidad típica ( Wh ) | Recargable |
| ------------ | ---------- | ------------------ | --------------- | ------------------------ | ----------------------- | ---------- |
| Zinc–carbono | R6         | 15D                | 1,50 V          | 1100                     | 1,6                     | No         |
| Alcalina     | LR6        | 15A                | 1,50 V          | 1700-3000                | 2,6-3,6                 | Algunas    |
| Li-FeS2      | FR6        | 15LF               | 1,55 V          | 3000                     | 3,6                     | No         |
| Li-ion       |            | 14500              | 3,6-3,7 V       | 700                      | 2,6                     | Sí         |
| NiCd         | KR6        | 1.2K2              | 1,25 V          | 500-1100                 | 0,63-1,2                | Sí         |
| NiMH         | HR6        | 1.2H2              | 1,25 V          | 1300 -3000               | 1,5-3,2                 | Sí         |

## Dimensiones
Una pila AA mide entre 49,2 y 50,5 mm (1,94 a 1,99 pulgadas) de largo, incluyendo el botón del terminal, y entre 13,5 y 14,5 mm (0,53 a 0,57 pulgadas) de diámetro. El botón terminal positivo debe tener un mínimo de 1 mm de alto y 5,5 mm de diámetro máximo. El terminal negativo plano debe tener un diámetro mínimo de 7 mm.